# Poher

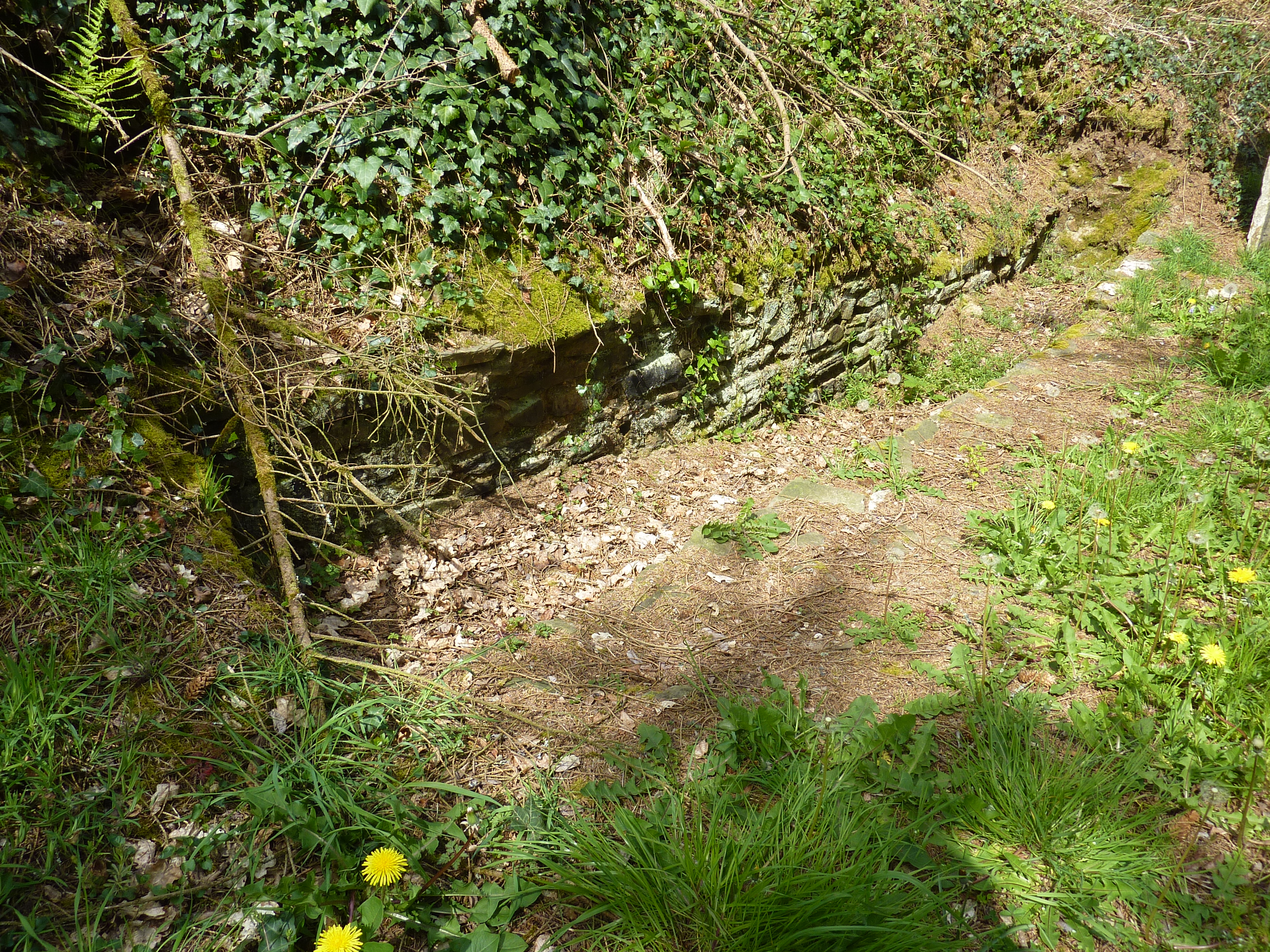
Antichi resti dell'acquedotto gallo-romano di Vorgium, attuale Carhaix, nel territorio di Poher

Poher (in lingua gallese Poc'hêr) è un antico territorio conosciuto nell'Alto Medioevo nella Bretagna centroccidentale. La sua capitale era la città Gallo-Romana Vorgium capitale degli Osismi, che divenne Carhaix dopo la caduta dell'impero romano. 
Sebbene la città abbia perso la sua funzione di capitale dopo il IV secolo, rimase comunque una roccaforte importante, punto di snodo strategico tra le culture.
I confini di questo territorio sono stati molto fluidi nel corso della storia, tendendo a restringersi nel tempo. Lo storico Hubert Guillotel li fa coincidere con la diocesi di Cornouaille. Secondo Dom Gallois, religioso benedettino del XVII secolo, comprendeva l'area tra le Montagnes Noires e i Monts d'Arrée. Lo storico André Chédeville li considera aventi fine sulla Manica, sostenendo che all'inizio fosse un pagus più stretto e più esteso a nord ma che nell'età Carolingia sia stato ristretto e diviso in due parti (Quimper e Treguier).
In un pouillé (registro ecclesiastico) del XIV secolo, Poher rimane uno dei due arcidiaconati della diocesi di Cornouaille (l'altro si chiamava proprio Cornouaille). 
Secondo alcuni (ad esempio Joëlle Quaghebeur) il Poher rappresentava la maggior parte della diocesi, arrivando ad affermare che si trattasse del nome Carolingio che indicava la Cornouaille.
Secondo Dom Gallois, a metà del IX secolo la contea di Poher è stata smembrata dal suo conte e si è riunita, insieme a quella di Bretagna, nel X secolo, sotto Alano II. L'ultimo conte, Hoel, sposó Havoise, figlia di Alano III, nel 1066.

## Origini
Il nome Poher deriva da Pou Kaer, essendo Pou una derivazione del latino pagus ("regione," come in un distretto Gallo-Romano) e kaer, una derivazione del bretone antico che significava "città fortificata".
Secondo la studiosa bretone Christiane Kerboul-Vilhon la regione era abitata dai tempi preistorici e ha avuto un ruolo importante nella penisola armoricana, ospitando un santuario religioso durante le età del bronzo e del ferro e diventando poi importante snodo nella viabilità Gallo-Romana.
Il principato di Poher aveva come capitale una delle più antiche città della Francia occidentale, Vorgium, costruita dai Romani oltre 2000 anni fa (sono tuttora presenti vestigia archeologiche di quel periodo).
Nel medioevo, Carhaix fu una partizione della municipalità di Plouguer (Plou-Kaer = "municipalità della città/del castello") e aveva una chiesa dedicata a San Trémeur. Plouguer, la cui chiesa è dedicata a San Pietro è il luogo della municipalità originale che prende nome dal sito una volta fortificato che include. Essendo diventati comuni dopo la rivoluzione francese, Carhaix e Plouguer si fusero nel 1956 sotto il nome di Carhaix-Plouguer.

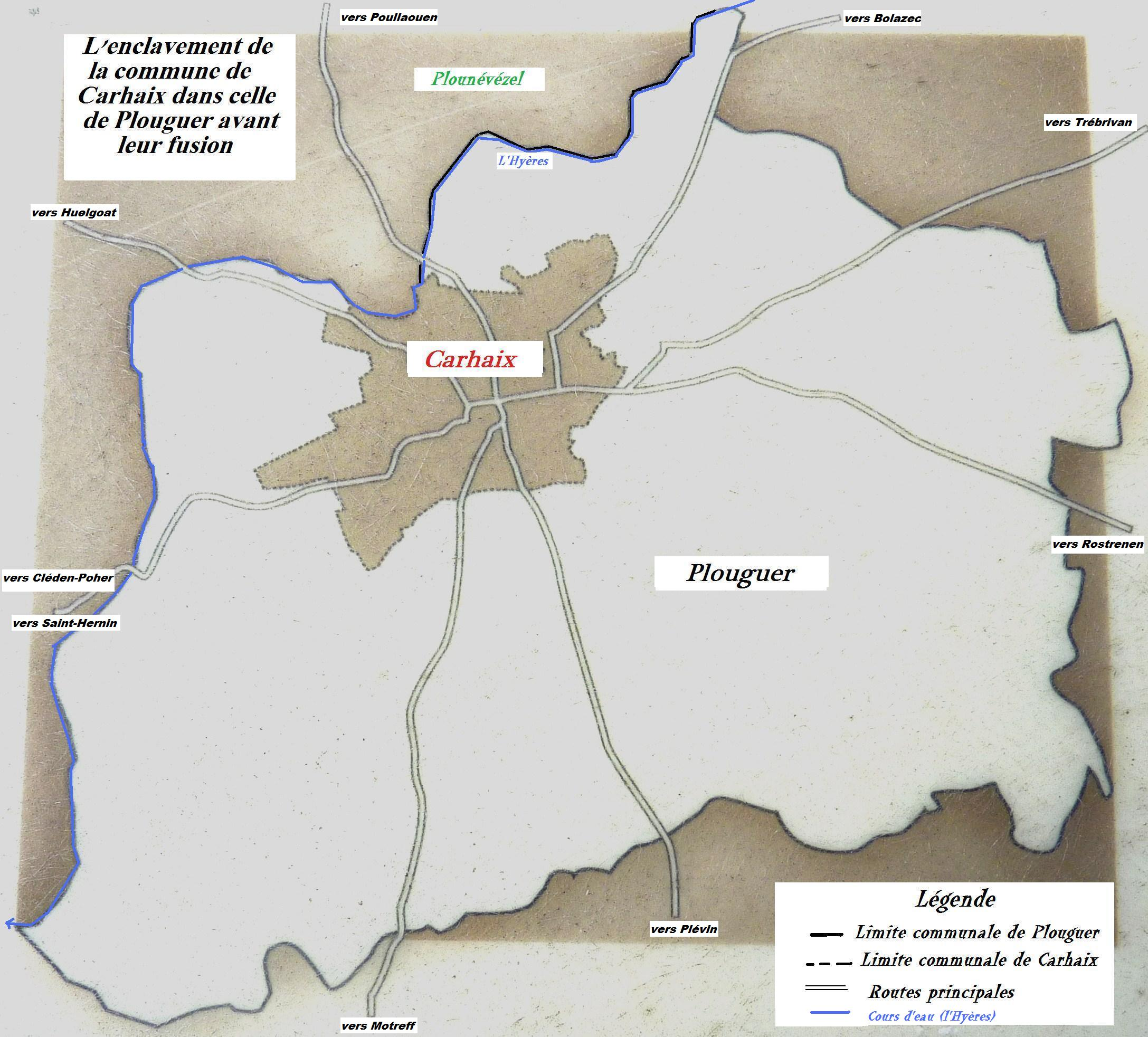
Mappa di Carhaix e Plouguer prima della loro fusione

## Contesto storico
Poher fu la sede di una potente dinastia di conti nell'età Carolingia. Christiane Kerboul-Vilhon ritiene che sia stato un vero e proprio centro politico che permetteva ai conti di Poher di mantenere relazioni dirette con i duchi di Bretagna (ad esempio Alano II di Bretagna, detto Barbatorta).

## Mito
La leggenda descrive uno dei conti di Poher, Conomor il Maledetto, come un principe assetato di sangue. Avrebbe ucciso numerose donne, una dopo l'altra, quando erano incinte, fino all'ultima, Santa Trifina, e al suo bimbo, San Trémeur (Trec'h Meur = "grande vincitore").

## Lista dei Visconti e Conti di Poher
- Nominoë è stato conte nel 826 (si è fatto proclamare re di Bretagna nell'841)
- Riwallon o Rivelin, presunto parente (forse fratellastro) di Erispoé
- Alain di Poher (Alano I di Bretagna)
- Mathuedoi I (Mathuedoï di Poher, 907-930), che sposó la figlia di Alano I
- Alano II detto "Barbatorta" o "la volpe" (in lingua bretone: al louarn), figlio di Mathuedoi I
- Drogone, unico figlio legittimo di Alano II, che fu sempre bambino durante il regno e i cui reggenti furono prima lo zio Tebaldo I di Blois e poi il patrigno, Folco II d'Angiò, che aveva sposato la moglie di Barbatorta, Adelaide di Blois, figlia di Tebaldo I. Drogone morì in circostanze sospette, a causa di un bagno gelato.
- Hoel, che sposó Havoise, figlia di Alano III di Bretagna

La genealogia dei conti di Poher, come si è detto, si sovrappone in parte a quella dei duchi di Bretagna: